# Lucian Marinescu
Lucian Cristian Marinescu (n. 24 iunie, 1972) este un fost fotbalist român, care a jucat pentru echipa națională a României la Campionatul Mondial de Fotbal din 1998. După retragerea din activitate a devenit impresar.